# EXILE ATSUSHI PREMIUM LIVE 〜命をうたう〜
『EXILE ATSUSHI PREMIUM LIVE 〜命をうたう〜』（エグザイル アツシ プレミアム ライブ いのちをうたう）は、EXILE ATSUSHIのライブ・ビデオ。2013年4月3日にrhythm zoneから発売された。
2012年10月から11月にかけて行われた、自身初のライブツアー『EXILE ATSUSHI PREMIUM LIVE 2012 〜命をうたう〜』のライブ映像を収録。EXILEからTAKAHIROとSHOKICHIも出演している。
本作に収録されている映像の一部は、2013年1月3日にTBSテレビで放送された『EXILE ATSUSHI PREMIUM LIVE 〜命をうたう〜』でも放送された。
当初は2013年3月27日の発売だったが、制作上の都合により変更になった。

## 収録曲
1. Tour Documentary (1)
2. ふるさと
3. 赤とんぼ
4. 煌きの歌
5. 道しるべ
6. 言葉にできない
オフコースのカバー曲。
7. いつかきっと...
8. 愛燦燦
美空ひばりのカバー曲。
9. Tour Documentary (2)
10. MELROSE 〜愛さない約束〜
11. Beautiful Life
SHOKICHIをゲストに迎えての歌唱。EXILEとしての楽曲ながら、このライブでライブ初披露となった。
12. Golden Smile
13. 願い
14. Ti Amo
EXILEの楽曲。TAKAHIROをゲストに迎えての歌唱。
15. クリスマス・イブ
山下達郎のカバー曲。
16. 防人の詩
さだまさしのカバー曲。
17. メロディー
玉置浩二のカバー曲。
18. Bloom
EXILE名義の楽曲で、ライブ初披露となった。
19. Tour Documentary (3)